# Висока техничка школа струковних студија Крагујевац
Висока техничка школа струковних студија једина је висока школа у Крагујевцу. Ради у оквиру Академије струковних студија Шумадија, налази се у улици Косовска 8.

## Историјат

### Висока техничка школа
Висока техничка школа струковних студија Крагујевац је основана 1959. године због недостатка кадрова са вишом спремом у образовању између техничара и дипломираних инжењера. Од 1959—1960. до 1968—1969. су бројали око триста дипломираних студената који су углавном били стипендисти Завода „Црвена Застава”, Прве петолетке, Фабрике вагона Краљево, „Гоше” из Смедеревске Паланке, „Крушика” из Ваљева и „Петра Драпшина” из Младеновца. Укинута је 1968—1969. због уступања новоформираног одељења Машинском факултету Универзитета у Београду на коме је била организована прво степенаста, а касније посебна настава за више образовање.

### Заједница виших школа
На основу Закона о вишем образовању радника 30. априла 1974. је основана Виша школа за образовање радника којој је, као школи из које је реорганизацијом настала Виша техничка школа, додељен простор у улици Косовска 8. Законом о високом образовању је укинуто више образовање на факултетима и основана је Заједница виших школа у Србији. Републички комитет за образовање и физичку културу Социјалистичке Републике Србије је јула 1987. донео решење о испуњености услова за рад Више техничке школе у Крагујевцу. У оквиру Заједница виших школа је 1987—1988. почела са радом, а Виша техничка школа саобраћајне и машинске струке је садржала одсеке Машинство – студијске групе Производно машинство, Мотори и возила и Информатика и Саобраћај – студијска група Друмски и градски саобраћај.

### Виша и Висока техничка школа
Министарство просвете и спорта је 24. августа 2005. дало сагласност за нови наставни план и програм Више техничке школе машинске и саобраћајне струке у Крагујевцу који је донет на седници наставничког већа 18. маја исте године. Прерасла је 2006—2007. у Високу техничку школу струковних студија. Априла 2007. су акредитовали студијске програме Информатика – Информатички инжењеринг и Менаџмент информационих система, Друмски саобраћај, Мотори и возила и Урбано инжењерство, новембра 2010. специјалистичке струковне студије Информационе технологије и системи, Управљање друмским саобраћајем и Инжењерска екологија са модулима Индустријска екологија и моторна возила и 2017. мастер струковне студијe.

### Академија струковних студија Шумадија
Одлуком Владе Републике Србије високе струковне школе у Србији су трансформисане у академије струковних студија, 29. августа 2019. је донета одлука о оснивању Академије струковних студија Шумадија која обједињује све студијске програме на одсецима Крагујевац – Висока техничка школа струковних студија, Аранђеловац – Висока технолошка школа струковних студија основана 1960, Трстеник – Висока техничка машинска школа струковних студија основана 1962. и Крушевац – Висока хемијско технолошка школа струковних студија основана 1960. године.
Висока техничка школа струковних студија Крагујевац је добитник златне медаље за квалитет у високом образовању у категорији струковних студија 2024.